# Кихельконна (волость)
Ки́хельконна (эст. Kihelkonna) — бывшая волость в Эстонии, в составе уезда Сааремаа. В ходе административно-территориальной реформы 2017 года все 12 самоуправлений на острове Сааремаа были объединены в единое самоуправление — волость Сааремаа.

## Положение
Площадь волости — 245,94 км², численность населения на 1 января 2006 года составляла 891 человек.
Административным центром волости был посёлок Кихелконна. Помимо этого, на территории волости находилась ещё 41 деревня.

## Галерея

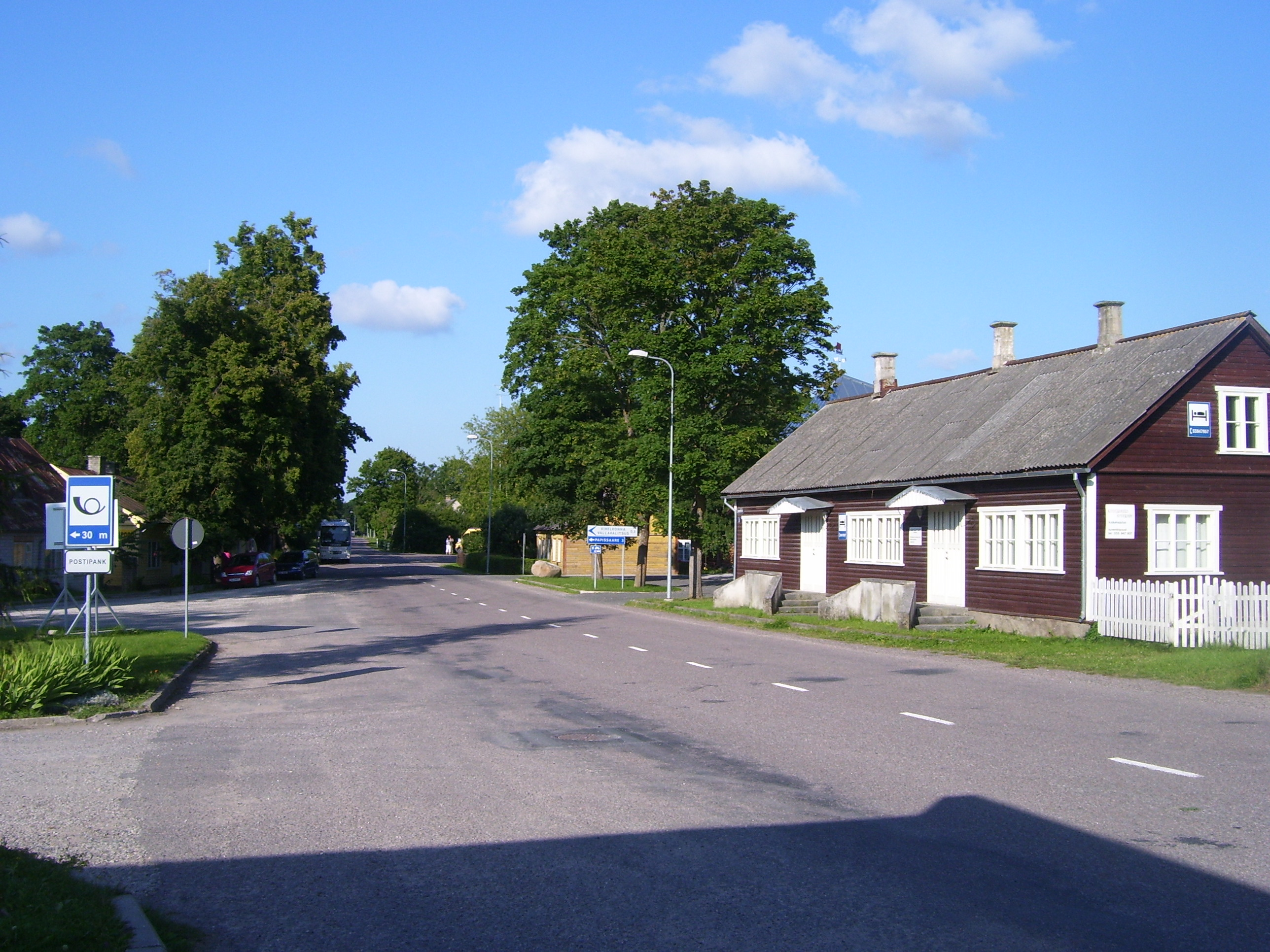
Здание волостной управы
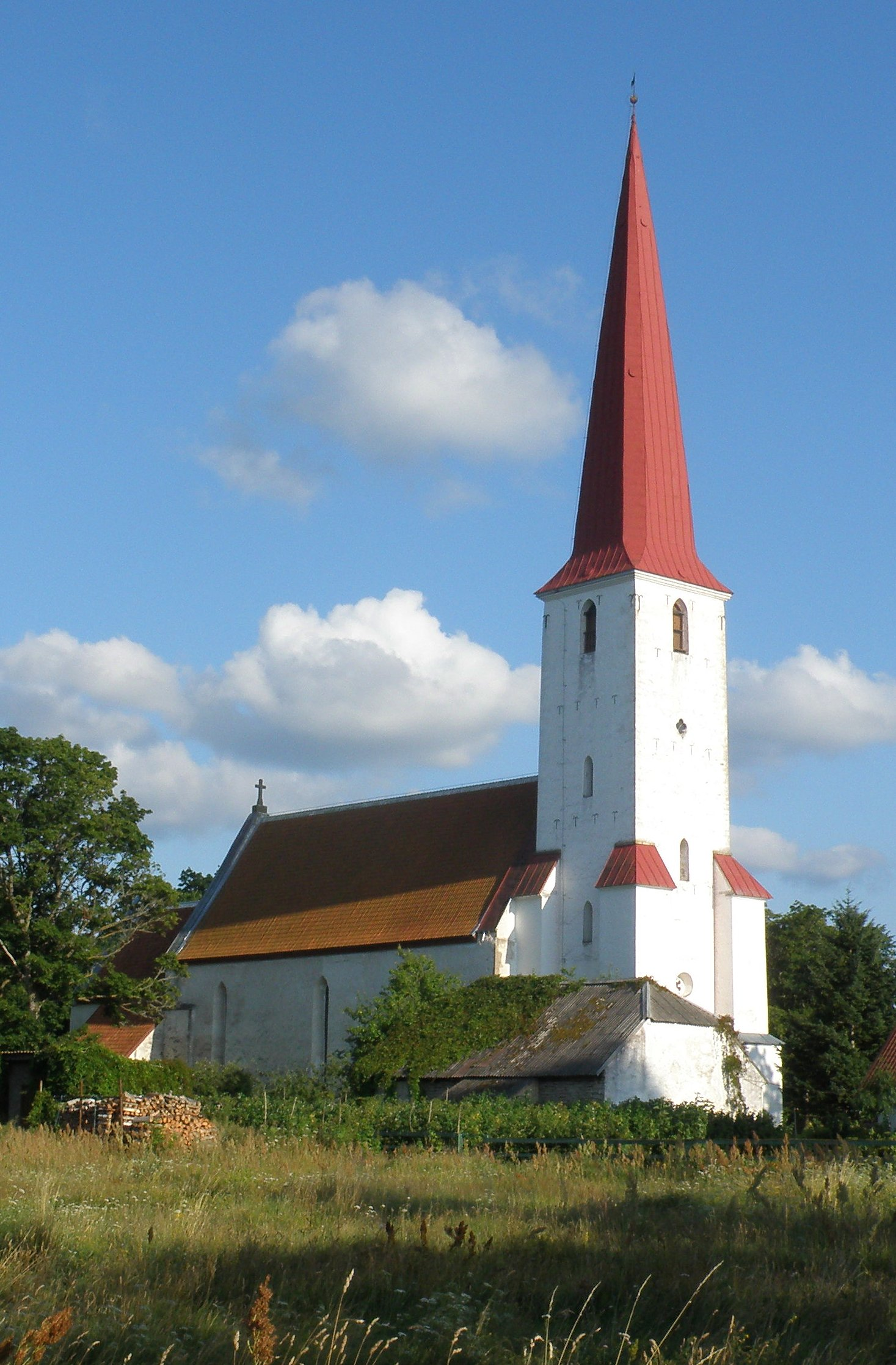
Церковь Михкли
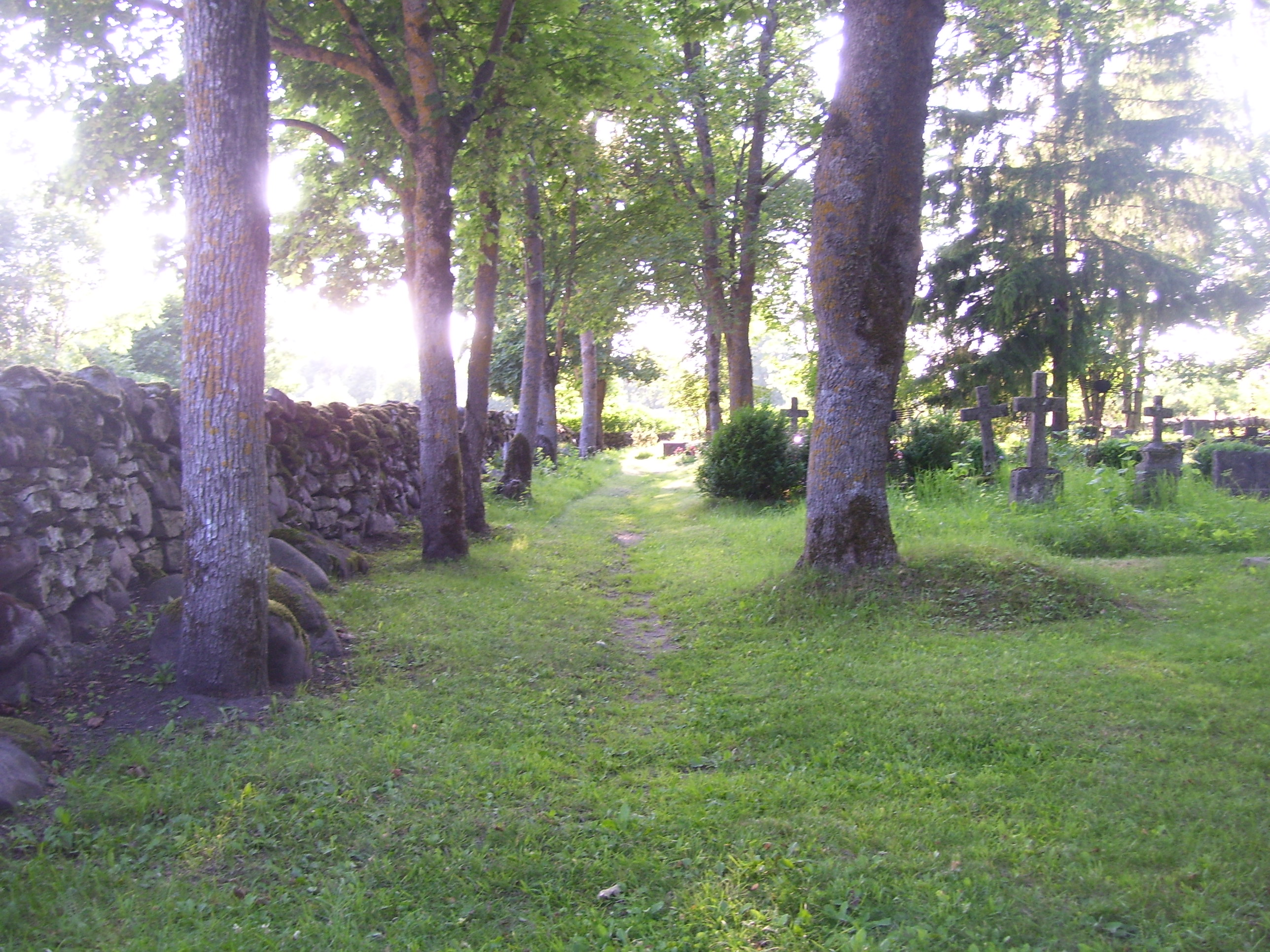
Кладбище Кихелконна
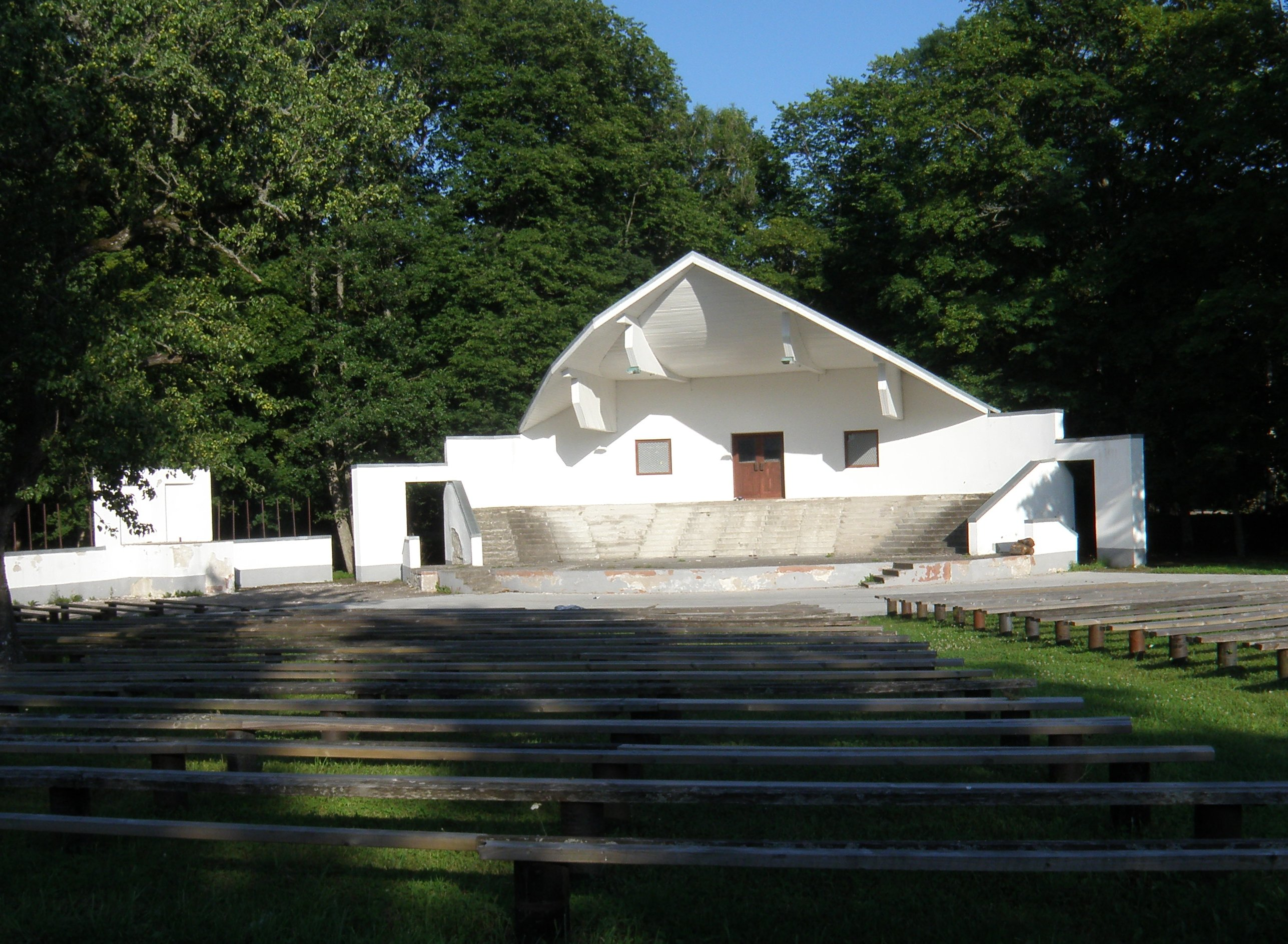
Певческая арка
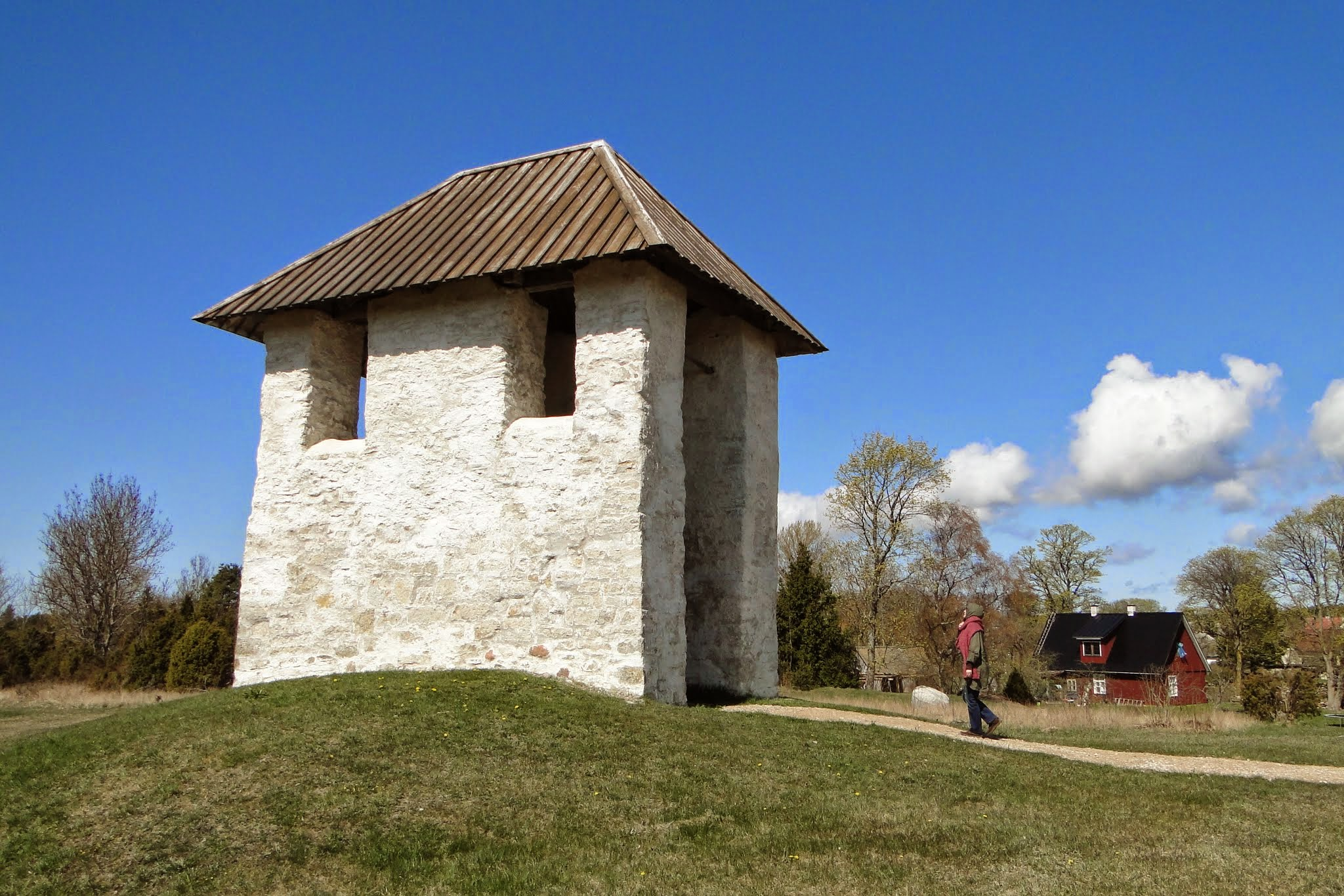
Старая колокольня
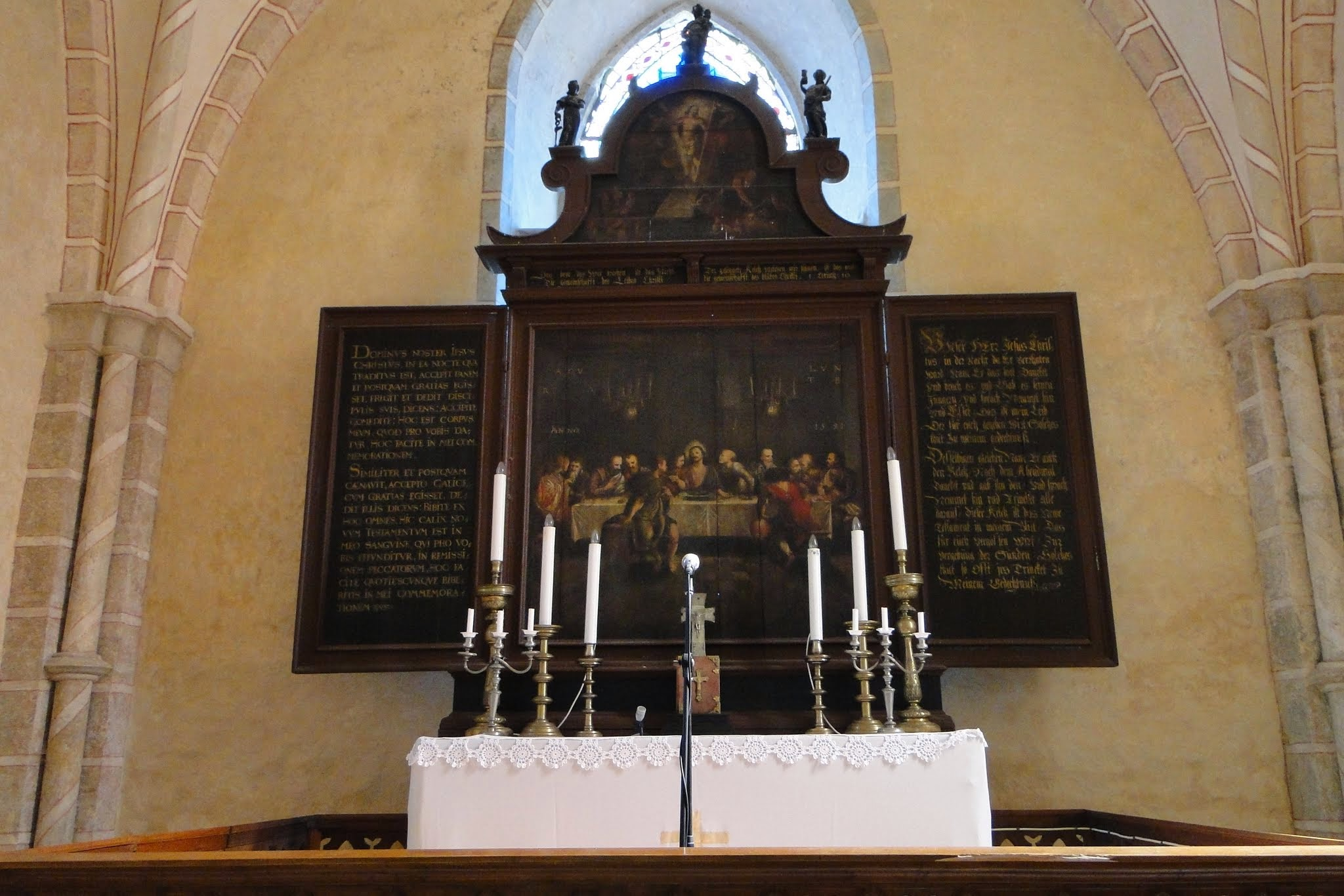
Алтарь церкви Михкли